# El Hormiguero, Chihuahua
El Hormiguero är en ort i Mexiko.   Den ligger i kommunen Urique och delstaten Chihuahua, i den nordvästra delen av landet, 1 200 km nordväst om huvudstaden Mexico City. El Hormiguero ligger 956 meter över havet och antalet invånare är 113.
Terrängen runt El Hormiguero är bergig åt sydväst, men åt nordost är den kuperad. Runt El Hormiguero är det glesbefolkat, med 8 invånare per kvadratkilometer. Närmaste större samhälle är Urique, 7,2 km nordväst om El Hormiguero. I omgivningarna runt El Hormiguero växer huvudsakligen savannskog.